# Коротков, Евгений Никитович
Евгений Никитович (Никитич) Коротко́в (1 (13) января 1850 года, Кунгур — 30 марта 1919 года, Екатеринбург) — исследователь геологии, горный инженер, общественный деятель.

## Биография
Родился в семье крепостного крестьянина.
В 1860-х годах переехал в Екатеринбург, в 1870 году закончил Уральское горное училище, позже перебрался в Москву, где получил высшее образование в Петровской земледельческой академии и Лесной академии. За участие в народнических кружках подвергся аресту, провел 2 года в тюремном заключении, после чего был выслан на Урал в Екатеринбург.
Работал наемным штейгером (горным мастером), руководил рудными разработками. Позднее вместе с женой М. И. Чигирь (ссыльной революционеркой и бывшей учительницей) открыл в Екатеринбурге собственную чулочную мастерскую на началах коммуны, основанной на идеях Н. Г. Чернышевского. В 1880 Е. Н. Коротков провёл большую работу по составлению плана Екатеринбурга для последующей земской оценки всех строений города. План сохранился в рукописи в нескольких вариантах, они хранятся в личном архиве Короткова в ГАСО.
Принимал участие в изыскательских работах при строительстве железнодорожной ветки Екатеринбург-Тюмень (годы постройки дороги 1883—1885).
В 1902 году выступил одним из учредителей Общества горных техников.
В 1910 году устроился на работу в екатеринбургское отделение Волжско-Камского банка, с 1914 года работал в Сибирском торговом банке. Занимался разработкой золотодобывающих месторождений Урала в Троицком уезде. С 1906 по 1910 годы издавал газету «Уральский край». С 1907 по 1918 годы являлся хранителем Уральского музея естествознания.
Занимался писательской и научной деятельностью, публиковал труды по минералогии. Работал над созданием указателя месторождений полезных ископаемых — «Топографика ископаемых Урала», однако в связи со смертью работа не была издана, однако как рукопись использовалась местными горными инженерами при разработках.
Скончался 30 марта 1919 года в Екатеринбурге. Похоронен на Ивановском кладбище Екатеринбурга.